# Sgt. Kabukiman NYPD
Sgt. Kabukiman N.Y.P.D. es una película de 1991 dirigida por Michael Herz y Lloyd Kaufman, y producida por Troma.

## Argumento
Harry Griswold (Rick Gianasi) es un sargento de policía bastante torpe que adquiere unos poderes sobrenaturales tras un tiroteo en un teatro kabuki. Harry se transforma en el superhéroe conocido como Kabukiman. Entre sus variopintos superpoderes, se cuentan la capacidad para volar y para lanzar rollitos de primavera explosivos.

## Curiosidades
El personaje de Kabukiman vuelve a aparecer en las siguientes producciones:
- En la serie The Tromaville Café, de 1997.
- En Filthy McNastiest: Apocalypse Fuck!, de 1997.
- En la serie Troma's Edge TV, del año 2000 (aparece en dos episodios).
- En la película Ciudadano Toxic, del año 2000 (se trata de la cuarta entrega de la saga El Vengador Tóxico).

- Datos: Q3958739